# Ketapang Besar
Ketapang Besar is een bestuurslaag in het regentschap Bengkulu Selatan van de provincie Bengkulu, Indonesië. Ketapang Besar telt 2955 inwoners (volkstelling 2010).